# Will Bagrou
William „Will“ Boli Bagrou (* 19. Juni 1996 in Salt Lake City, Utah) ist ein US-amerikanischer Fußballspieler.

## Karriere
Bagrou spielte zunächst an der Mercer University. Diese verlieh ihn 2017 kurzzeitig an die U-23 der Seattle Sounders. Zur Saison 2018 wechselte er zum Viertligisten Birmingham Hammers. Zur Saison 2019 wechselte er zur drittklassigen Reserve von Orlando City. Sein Debüt für Orlando B in der USL League One gab er im März 2019, als er am ersten Spieltag jener Saison gegen den FC Tucson in der Startelf stand und in der 76. Minute durch Luc Granitur ersetzt wurde. Im Mai 2019 erzielte er bei einer 4:1-Niederlage gegen den North Texas SC sein erstes Tor in der USL League One. Bis Saisonende kam er zu 23 Einsätzen für Orlando und erzielte drei Tore.
Im Februar 2020 wechselte er zum österreichischen Regionalligisten ATSV Stadl-Paura. Nach sieben Einsätzen für den Verein in der Regionalliga verließ er Stadl-Paura in der Winterpause 2020/21.